# Dimmi di sì (programma televisivo)
Dimmi di sì è stato un programma televisivo italiano di genere reality, in onda su Real Time nel 2011.

## Il programma
Il programma è incentrato sull'innamorato che manda un videomessaggio in richiesta di aiuto. La squadra poi, organizzando un evento con le amiche della futura (o meno) fidanzata, nasconde delle telecamere in una sala dove l'innamorato attende il momento giusto per uscire e fare la richiesta di fidanzamento.